# Grampound
Grampound är en ort i civil parish Grampound with Creed, i distriktet Cornwall, Storbritannien. Den ligger i grevskapet Cornwall och riksdelen England, i den södra delen av landet, 400 km väster om huvudstaden London. Grampound ligger 28 meter över havet och antalet invånare är 654. Grampound var en civil parish fram till 1983 när blev den en del av Grampound with Creed. Civil parish hade 412 invånare år 1961.
Terrängen runt Grampound är platt åt sydväst, men åt nordost är den kuperad. Grampound ligger nere i en dal.  Närmaste större samhälle är St Austell, 10,1 km nordost om Grampound. Trakten runt Grampound består i huvudsak av gräsmarker.